# 신의 한 수 (텔레비전 프로그램)
《신의 한 수》는 대한민국의 JTBC의 예능 프로그램이다. 전문가 토크 배틀 인생병법 신의 한수는 각 분야 최고의 전문가들이 그들의 놀라운 경험담과 인생병법을 공개하는 프로그램이다.

## 방송 시간
- 2012년 8월 29일 ~ 2013년 10월 30일 : 매주 수요일 저녁 11시 00분